# Hi-Lite Scan
Hi-Lite Scan ist ein 1997 in Düsseldorf gegründetes Deep-House-Projekt der beiden House-Produzenten und Remixer Frank Stertkamp und Sudad Ghadaban. 

## Geschichte
Nach der Veröffentlichung mehrerer Singles und Remixes erzielte Hi-Lite Scan internationale Aufmerksamkeit durch die Veröffentlichung ihres Deep-House-Klassikers „Work The Box“. Der Titel erschien 2001 auf dem Label „Rouge Pulp“ und erreichte im selben Jahr Platz 1 der internationalen Verkaufs-Charts des Plattenvertriebs Discomania. Der Titel wurde als einzige deutsche Produktion 2002 auf dem britischen Kult-Sampler „House Warming 2“ und ein weiteres Mal 2012 auf der Kompilation „House Warming: Deep House Classics – 30 Luxury Deep House Grooves“ veröffentlicht. 

## Diskografie

### Singles/EPs
- Switchback – Makes Me Feel/This Is How It Started (1999)
- Hi-Lite Scan – Work the Box/Hear Me Most EP (2001)
- Hi-Lite Scan meets René Süss – Looking for Love EP (2002)
- Hi-Lite Scan & Boysie White – Who’s He? (3-Tracks-EP, 2018)

### Alben
- Hi-Lite Scan – Comeback (14-Tracks-Album, 2018)

### Remixes
- Atlantique – Dreams are here to stay (Hi-Lite Scan Deep Mix, 1998, DJ Top 40: 39)
- Boogie Knights – Pornostar (Hi-Lite Scan Remix, 1999)
- Superia – Without You (Hi-Lite Scan’s Latin House Mix, 2000)
- Rouleaux feat. Gérard Marquis – Like a Summerbreeze (Hi-Lite Scan Remix, 2001)
- Silverstone – If I Had A Choice Remixes (Hi-Lite Scan Remix, 2001)
- Positive Pole feat. Larry Woodley – My Music (Hi-Lite Scan Remix, 2001)
- BIONIC-X – Again (Hi-Lite Scan Remix, 2001)
- Soultans feat. Thelma Houston – Don’t Leave Me This Way (Hi-Lite Scan’s Vocal House Mix, 2002)
- Sound Attack – All Night, All Day (2002)

### Compilations (Auszug)
- Club La Rouge (Rouge Pulp), 2001
- Factory One (Factory One), 2001
- Horny United presents House Society (Zyx), 2001
- Grand Mix (Zyx), 2001
- House 2002 (Zyx), 2001
- The King of Mix presents DEEP 51 (Zyx), 2001
- Gay Happening Vol. 8 (Zyx/Dance Street), 2002
- Oh What a Party (Zyx), 2002
- DJ Pool Vol. 9 (Zyx/Dance Street), 2002
- Comfort Zone presents House Warming Vol. 2 (Repertoire/SPV), 2002
- Exohouse Vol. 5 (Zyx), 2002
- Brazil House (Dance Street/House Nation), 2003
- The Best Funkhouse Clubbers (Rare Music), 2005
- House Warming: Deep House Classics – 30 Luxury Deep House Grooves (R.2), 2012